# Vinarce
Vinarce (em cirílico: Винарце) é uma vila da Sérvia localizada no município de Leskovac, pertencente ao distrito de Jablanica, na região de Jablanica. A sua população era de 2755 habitantes segundo o censo de 2002.

## Demografia
| 1948  | 1953  | 1961  | 1971  | 1981  | 1991  | 2002  | 2011  |
| ----- | ----- | ----- | ----- | ----- | ----- | ----- | ----- |
| 2 179 | 2 247 | 2 414 | 2 796 | 3 006 | 3 186 | 3 090 | 2 755 |